# It Was the Best of Times
It Was the Best of Times ist das dritte Livealbum der britischen Pop-/Rockband Supertramp. Es wurde 1997 während der Supertramp-Tournee „It's About Time“ in der Royal Albert Hall in London (Großbritannien) aufgenommen. Die Platte erschien zwei Jahre nach dem Studio-Album Some Things Never Change am 12. April 1999 als Doppel-CD-Version mit 21 Liedern und am 27. April 1999 als Einzel-CD-Version mit 13 Songs. Sie verkaufte sich in Europa, insbesondere in Frankreich, gut.

## Beschreibung
Die Tournee „It's About Time“, bei der Supertramp 102 Konzerte gaben, war die erste Tour ohne das langjährige Bandmitglied Dougie Thomson, aber mit Jesse Siebenberg (Perkussion), dem Sohn des langjährigen Bandmitglieds Bob Siebenberg (Schlagzeug). Vom klassischen Lineup waren neben dem Bandkopf und Bandgründungsmitglied Rick Davies (Keyboards, Klavier, Mundharmonika, Gesang), auch das langjährige Bandmitglied John Helliwell (Saxophone, Holzblasinstrumente, Hintergrundgesang) dabei. Hinzu gesellte sich wie schon bei Live ’88 als zweiter Sänger, Gitarrist und Keyboarder Mark Hart (seit 1993 Mitglied der Band Crowded House), der bei vielen Liedern (auch bei denen von Ex-Band- und Gründungsmitglied Roger Hodgson) die Hauptstimme (teils zusammen mit Davies) übernahm. Außerdem wurde die Gruppe erstmals während einer Tour durch Cliff Hugo (Bassgitarre), Lee Thornburg (Trompete, Trombone) und Carl Verheyen (Gitarren) ergänzt.
Neben zahlreichen Supertramp-Klassikern enthält das Livealbum einige neue Songs des letzten Studio-Albums Some Things Never Change (1997). Zum zweiten Mal in ihrer Karriere − nach Live ’88 − spielte die Band mit „Don't You Lie To Me“ (Hudson Whittaker; 1940), ein Lied, das nicht aus ihrer Feder stammt und verewigte es auf dem Album.
Der Albumname – „It Was the Best of Times“ – bezieht sich auf den Beginn von A Tale Of Two Cities (Eine Geschichte aus zwei Städten), einem 1859 vom englischen Schriftsteller Charles Dickens geschriebenen Roman: „It was the best of times, it was the worst of times, it was the age of wisdom, it was the age of foolishness...,“ ist dort zu lesen.
Etwa drei Jahre nach dem Livealbum „It Was the Best of Times“ erschien das Studioalbum Slow Motion.

## Liedliste
Das Livealbum „It Was the Best of Times“ erschien als Doppel- und Einzel-CD-Version. Alle Lieder, außer den Songs mit entsprechender Gesangs-Anmerkung („G.:“), wurden per Hauptstimme von Rick Davies gesungen. Ihre Autoren sind in „()“ genannt.

### Doppel-CD-Version
Das Doppel-Livealbum enthält 21 Lieder. Die folgend angegebenen Längen beziehen sich auf deren CD-Version („A&M 7243 4 99390 2 8“), die insgesamt 2 Stunden, 10 Minuten und 14 Sekunden lang ist.
| CD 1 (Laufzeit 69:06) 1. It's A Hard World – 9:17 – (Davies) 2. You Win, I Lose – 4:07 – (Davies) 3. Listen To Me Please – 5:04 – (Davies); G.: Davies/Hart 4. Ain't Nobody But Me – 6:14 – (Davies) 5. Sooner Or Later – 7:35 – (Davies/Hart); G.: Hart 6. Free As A Bird – 4:50 – (Davies) 7. Cannonball – 7:52 – (Davies) 8. From Now On – 7:40 – (Davies) 9. Breakfast In America – 2:47 – (Hodgson); G.: Hart 10. Give Me A Chance – 4:39 – (Davies/Hart); G.: Hart 11. Rudy – 8:06 – (Davies); G.: Davies; Teile: Hart | CD 2 (Laufzeit 61:08) 1. Downstream – 3:53 – (Davies) 2. Another Man's Woman – 9:24 – (Davies) 3. Take The Long Way Home – 4:54 – (Hodgson); G.: Hart 4. Bloody Well Right – 6:59 – (Davies) 5. The Logical Song – 4:04 – (Hodgson); G.: Hart 6. Goodbye Stranger – 6:53 – (Davies) 7. School – 6:28 – (Hodgson); G.: Hart; Teile: Davies 8. And The Light – 5:03 – (Davies) 9. Don't You Lie To Me – 3:31 – (Hudson Whittaker) 10. Crime Of The Century – 7:46 – (Davies) |

### Einzel-CD-Version
Das Einzel-Livealbum enthält 13 Lieder. Die folgend angegebenen Längen beziehen sich auf deren CD-Version („A&M 7243 4 99390 2 2“), die insgesamt 1 Stunden, 15 Minuten und 22 Sekunden lang ist.
1. You Win, I Lose – 4:44 – (Davies)
2. Listen To Me Please – 5:03 – (Davies); G.: Davies/Hart
3. Sooner Or Later – 7:35 – (Davies/Hart); G.: Hart
4. Free As A Bird – 4:49 – (Davies)
5. Cannonball – 7:52 – (Davies)
6. From Now On – 7:44 – (Davies)
7. Breakfast in America – 2:47 – (Hodgson); G.: Hart
8. And The Light – 5:03 – (Davies)
9. Take The Long Way Home – 5:10 – (Hodgson); G.: Hart
10. Bloody Well Right – 6:58 – (Davies)
11. The Logical Song – 4:04 – (Hodgson); G.: Hart
12. Goodbye Stranger – 7:24 – (Davies)
13. School – 6:32 – (Hodgson); G.: Hart; Teile: Davies

Neuveröffentlichung als live, 1997:
Im Jahr 2006 wurde die Einzel-CD-Version mit verändertem Cover unter dem Namen live, 1997 (13 Songs; EMI 0946 3 59044 2 0) von EMI Records neuveröffentlicht.

## Besetzung
Die Band:
- Rick Davies – Keyboards, Klavier, Mundharmonika, Gesang, Hintergrundgesang
- Bob Siebenberg – Schlagzeug
- John Helliwell – Saxophone, Holzblasinstrumente, Keyboards, Hintergrundgesang

Zusätzliches Personal:
- Mark Hart – Keyboards, Gitarren, Gesang, Hintergrundgesang
- Cliff Hugo – Bassgitarre, Hintergrundgesang
- Jesse Siebenberg – Perkussion
- Lee Thornburg – Trompete, Trombone
- Carl Verheyen – Gitarren, Hintergrundgesang

## Aufnahme
Das Livealbum „It Was the Best of Times“ wurde während der Supertramp-Tournee „It's About Time“ bei Konzerten am 19. und 20. September 1997 in der Royal Albert Hall in London in Großbritannien aufgenommen. Abgemischt wurde die Platte in den Manhattan Center Studios (Manhattan, New York City, New York) und das Mastering wurde in den Gateway Studios (Portland, Maine) durchgeführt.

## Produktion
- Produzent: Rick Davies
- Live-Toningenieur: Ken Allardyce
- Abmischungs-Toningenieur: Jay Messina
- Abmischungs-Toningenieur-Assistent: Lawrence Manchester (Manhattan Center Studios)
- Mastering: Bob Ludwig (Gateway Studios)
- Digitales Editieren: Jennifer Munson (Gateway Studios)
- Künstlerische Leitung und Cover-Gestaltung: „Ph. D“
- Cover-Texte: Rick Davies (Januar 1999)
- Cover-Illustrationen: Craig Frazier
- Supertramp-Logo: Laura Ljungkvist
- Cover-Photographien: Andrew Catlin, Dimo Safari
- Management: Sue Davies und Richard Frankel

## Chartplatzierungen
Das Livealbum It Was the Best of Times verkaufte sich gut und erreichte in Frankreich einen einstelligen Platz der Album-Charts, in der Schweiz und in Norwegen kam es in die Top-20, in den Niederlanden und in Deutschland in die Top-30 und in Österreich in die Top-50.
| ChartsChartplatzierungen     | Höchstplatzierung | Wochen |
| ---------------------------- | ----------------- | ------ |
| Deutschland (GfK)            | 29 (7 Wo.)        | 7      |
| Österreich (Ö3)              | 42 (3 Wo.)        | 3      |
| Schweiz (IFPI)               | 12 (7 Wo.)        | 7      |
| Vereinigtes Königreich (OCC) | 91 (1 Wo.)        | 1      |